# Cartagena (1892)
Cartagena – kolumbijski mały krążownik z przełomu XIX i XX wieku, pierwotnie marokański Al-Baszir. Okręt został zwodowany w 1892 roku we włoskiej stoczni Cantiere navale fratelli Orlando w Livorno, a wszedł do służby w 1899 roku w marynarce Maroka. W 1902 roku został sprzedany Kolumbii, gdzie służył w marynarce wojennej pod nazwami „Almirante Lezo” i „Cartagena”. Okręt został sprzedany w ręce prywatne w okresie I wojny światowej, po czym w 1919 roku posłużył jako statek handlowy „Cartagena” pod banderą amerykańską.

## Projekt i budowa
„Al-Baszir” zbudowany został we włoskiej stoczni Cantiere navale fratelli Orlando w Livorno. Zamówienie na budowę krążownika, który miał być pierwszym nowoczesnym okrętem marynarki Maroka, zostało złożone przez sułtana Maroka Hasana I dzięki włoskim namowom w 1890 roku. W tym roku też rozpoczęto budowę, a kadłub wodowano 4 września 1892 roku. Pełna nazwa brzmiała „El Bashir es-Salameh” (niosący dobre wieści i pokój), natomiast używana była w formie skróconej „El Bashir” (na ogół używana jest angielska forma transkrypcji arabskiej nazwy „Al Baszir”). We włoskich dokumentach okręt figurował jako „Bascir”. Okręt ukończono w 1894 roku, lecz przekazanie go odbiorcy zostało wstrzymane z powodu zwlekania z zapłatą. Ostatecznie nowy sułtan Abd al-Aziz IV uiścił należność (równowartość ok. 90 tys. funtów) i krążownik został dostarczony do Tangeru w styczniu lub lutym 1899 roku. Nie udało się jednak skompletować załogi, gdyż konieczna była kadra europejska z powodu braku wyszkolonych marynarzy lokalnych, a mocarstwa europejskie, chcąc nakłonić sułtana do zamawiania dalszych okrętów, zakazały swoim obywatelom służby na krążowniku. W efekcie, okręt niszczał nieużywany w bazie.

## Dane taktyczno–techniczne
„Al-Baszir” był małym, nieopancerzonym krążownikiem (klasyfikowanym też w literaturze jako kanonierka torpedowa). Długość całkowita wynosiła 69,98 metra, szerokość 10,02 metra i zanurzenie 2,6 metra. Wyporność normalna wynosiła 1200 ton. Okręt napędzany był przez maszynę parową potrójnego rozprężania o mocy 2500 koni mechanicznych (KM). Paliwem był węgiel. Jednośrubowy układ napędowy pozwalał osiągnąć prędkość 18 węzłów.
Okręt był uzbrojony w dwa pojedyncze działa kal. 120 mm (4,7 cala) BL A91 L/40 oraz cztery pojedyncze działa jednofuntowe (37 mm) QF 37H lungo L/25. Uzbrojenie uzupełniały cztery wyrzutnie torped (jedna dziobowa, jedna rufowa i dwie burtowe) kal. 356 mm (14 cali). Załoga okrętu składała się ze 150 oficerów, podoficerów i marynarzy.

## Przebieg służby
Nieużywanym okrętem zainteresował się rząd Kolumbii, toczący od dwóch lat wojnę domową ze stronnictwem liberałów i poszukujący możliwości wzmocnienia marynarki tego kraju. W marcu 1902 roku krążownik został sprzedany Kolumbii, formalnie za pośrednictwem armatora portugalskiego, po czym poddany remontowi, co do którego brak jest jednak znanych szczegółów. Nie jest jasna kwestia nazwy okrętu, gdyż przynajmniej w jednym źródle prasowym z 1902 roku i późniejszych rocznikach flot wymieniana jest nazwa „Almirante Lezo”, jednak już z września 1902 roku pochodzą informacje o nazwie „Cartagena”, zatem prawdopodobnie nazwa „Almirante Lezo” była najwyżej tymczasowa. Okręt przybył do Colón (ówcześnie należącego do Kolumbii) 31 sierpnia 1902 roku, lecz już nie wziął udziału w walkach kończącej się wojny domowej. Rok później, 3 listopada 1903 roku „Cartagena” dostarczyła do Colón posiłki 300 żołnierzy dla wojsk rządowych starających się powstrzymać secesję Panamy, lecz plan stłumienia secesji nie powiódł się dzięki wsparciu USA dla separatystów. Okręt został w tym dniu zatrzymany przez amerykańską kanonierkę USS „Nashville”, lecz został następnie zwolniony, gdyż Amerykanie nie mieli rozkazów akcji zbrojnej. W kolejnych latach krążownik służył w kolumbijskim Dywizjonie Atlantyku, z bazą w Cartagenie, będąc najsilniejszą jednostką floty Kolumbii.
Pomiędzy 1914 a 1916 rokiem okręt został sprzedany nabywcy prywatnemu z Nowego Jorku, co wiązało się z ogólnym rozpadem kolumbijskiej floty w tym okresie. Wydaje się, że nie był używany. Pod koniec 1917 roku oglądała go komisja US Navy pod kątem przydatności do służby, lecz marynarka zrezygnowała z niego. Po wojnie znalazł nowego armatora z Nowego Jorku, który chciał go użyć do transportu broni do Ameryki Łacińskiej i 19 maja 1919 roku zarejestrował go jako statek handlowy pod tą samą nazwą „Cartagena”. Po jednym rejsie z ładunkiem dynamitu, 8 lipca 1919 został uszkodzony przez cyklon i następnie odholowany na mieliznę w pobliżu Colon. Dalsze losy statku nie są ustalone. Według ogólnych publikacji (nie wspominających o jego służbie cywilnej), został złomowany około roku 1925.